# Порга
Порга, Порин или Борко (660 — 680) је био словенски кнез. Спомиње га византијски цар Константин Порфирогенит у своме делу ’’De administrando imperio’’. Због њега су Хрвати примили хришћанство. Порга се сматра као владарем Кнежевине Далмације и Либурније.
О томе цар Константин пише: „Од тога времена су они независни и самоуправни, и, они су захтевали свето крштење од бискупа Рима, и били су послани бискупи који су њих крстили, у време њиховог кнеза Пориноу. Њихова је земља била подијељена у 11 жупанија а то су: Хлебиана, Тзензена, Емота, Плеба, Песента, Паратхалассиа, Бребере, Нона, Тнена, Сидрага, Нина, а њихов бан (боанос) има (у власти) Крибасан, Литзан, Гоутзеска“ (ДАИ 30). По томе, у Поргиној власти били су крајеви између Зрмање и Цетине са залеђем у унутрашњости, а томе се има придодати и подручје банске власти у Крбави, Лици и Гацкој.
’’Porinos’’ је у ствари Порга. Назив архонт му је дао Константин, а био је савременик цара Ираклија.